# Valeriana domingensis
Valeriana domingensis är en kaprifolväxtart som beskrevs av Ignatz Urban. Valeriana domingensis ingår i släktet vänderötter, och familjen kaprifolväxter. Inga underarter finns listade i Catalogue of Life.